# 汲水镇 (郸城县)
汲水镇，是中华人民共和国河南省周口市郸城县下辖的一个乡镇级行政单位。
1951年4月属鹿邑县二区，5月属河南省郸城办事处（县级）。1952年属郸城县三区。1955年归张完集区管辖。1956年改为中心乡。1957年划归丁村区。1958年建立星火人民公社。1961年设汲水区。1965年恢复汲水公社。1983年改为汲水乡。2022年6月撤乡建镇改为汲水镇。

## 行政区划
汲水镇下辖以下地区：
卢岭村、小刘庄村、刘小集村、西李庄村、朱楼村、郝庄村、张岭村、生李庄村、押岭村、观音寺村、赵庄村、左桥村、左集村、杨古寺村、高王庄村、仵屯村、竹恺店村、张庄村、孙庄村、孟庄村、赵楼村、陈刘庄村、小段庄村、汲水村、王大庄村、白衣店村和王古同村。